# Shangaï Express (roman)
Pour l’article homonyme, voir Shanghaï Express.
Shangaï Express est le 55e roman de la série SAS, écrit par Gérard de Villiers et publié en 1979 dans la collection Plon (Presses de la Cité). Comme tous les SAS parus au cours des années 1970, le roman a été édité lors de sa publication en France à 100 000 exemplaires.
L'action se déroule courant 1979 en Chine (Pékin, Shanghai).

## Personnages principaux
- Malko Linge : héros du roman, Autrichien, agent contractuel de la CIA.

## Résumé
Un très haut dignitaire proche de Deng Xiaoping serait une taupe soviétique. Un des responsables des services de sécurité chinois, Lo Cheng, qui a eu vent d'un plan évoquant l'imminence de sa défection, souhaite qu'un agent occidental « ami » prenne la place d'un agent de l'Est qui doit exfiltrer la taupe vers la Russie. L'agent aura pour mission d'identifier et d'intercepter la taupe appelée « l'homme rouge ». 
Affecté à cette mission, Malko devra louvoyer dans les méandres d'une opération « tortueusement chinoise ».